# تريفور سميث
تريفور سميث (بالإنجليزية: Trevor Smith)‏ (13 أبريل 1936 المملكة المتحدة - 9 أغسطس 2003 إسكس المملكة المتحدة) هو لاعب كرة قدم بريطاني سابق كان يلعب كمدافع.

## مسيرته الكروية
لعب تريفور سميث خلال مسيرته الاحترافية مع ناديين في أربعة عشر موسمًا وسجل خلالها 3 أهداف ضمن 376 مباراة. ولم يفز بأي موسم بالكأس أو بالدوري.
خاض تريفور سميث مسيرته مع نادي برمنغهام سيتي في موسم 1953–54 ليلعب معه اثنا عشر موسمًا، مشاركًا في 364 مباراة سجل خلالها 3 أهداف. ثم انتقل إلى نادي والسول في موسم 1964–65 ولمدة موسمين، حيث شارك في 12 مباراة ولم يسجل أي هدف.

## روابط خارجية
- تريفور سميث على موقع قاعدة بيانات كرة القدم.إي يو (الإنجليزية)
- تريفور سميث على موقع ناشيونال فوتبول تيمز (الإنجليزية)
- تريفور سميث على موقع عالم كرة القدم.نت (الإنجليزية)